# 斯波重治
斯波 重治（しば しげはる、1932年10月1日 - ）は、日本の音響監督である。東京都下北沢出身。元オムニバスプロモーション代表取締役社長、相談役。

## 来歴・人物
東京教育大学卒業。劇団自由劇場を創立し、舞台を中心に活躍。
1960年にNHKで放送された海外ドラマ『陽気なネルソン』で声優デビュー。だが一言ですぐに終わる役などが多かったため、裏側に入って見学をした際に「ああそうか、こうやって録音してやっていくんだな」と音声製作の手順を覚えたという。その後小山源喜の紹介で音響監督の仕事を始める。
1963年に設立されたオムニバスプロモーションのメンバーに加わり、テレビ洋画の吹き替えの演出を手掛けた後、1972年に放映開始された『科学忍者隊ガッチャマン』でテレビアニメの音響監督（録音ディレクター）を初めて務めた。
『うる星やつら』で斯波に見い出され声優デビューを果たした平野文ほか、斯波の下で育った、当時の若手声優や制作スタッフは数知れない。古川登志夫は斯波について「発掘し、育て、ずっと見守ってくださる。時には苦言も。斯波さんの目にとまった声優は、真にラッキーだと思う」と語っている。
スカウトした人材の中には無名時代のTARAKOがいた。彼女の声が頭から離れなかった斯波は彼女に会う作品を探し宮崎駿作品などに出演させるも、特徴的な声を生かした役を与えることができなかった。後に彼女が『ちびまる子ちゃん』でブレイクした際は自分が関わった作品ではないものの、「これ以上素晴らしい配役はない」と評した。
実写映画『紅い眼鏡』ではプロデューサーを、アニメ映画『おもひでぽろぽろ』では企画を、それぞれ担当した。
1990年代後半で現役を退いている。神谷明によると、現役復帰を依頼したことがあるが断られ、その際「（昔は）芝居バカが集まっていて、演技に対するいっぱしのプロ意識を持った人たちが丁々発止でやるドラマは面白かった」「ピース1個1個が濃密でないと絵は描けない、そういう現場ではどんどんなくなってきた」「本当はOKを出したくないけど、これ以上良くならない」と時代の変化により復帰願望がないことを語ったという。
東京アニメアワード2013では功労賞を、平成25年度文化庁映画賞では映画功労部門を受賞した。

## 作品一覧

### テレビアニメ
1972年
- 科学忍者隊ガッチャマン（録音ディレクター）

1974年
- てんとう虫の歌（録音ディレクター）

1976年
- ドカベン（録音監督）

1978年
- 大雪山の勇者 牙王（録音監督）
- 未来少年コナン（録音監督）

1979年
- シートン動物記 りすのバナー（録音監督）
- まえがみ太郎（録音監督）

1980年
- ニルスのふしぎな旅（録音監督）
- のどか森の動物大作戦（録音監督）

1981年
- 愛の学校クオレ物語（録音監督）
- まいっちんぐマチコ先生（録音監督）
- うる星やつら（音響監督）

1982年
- さすがの猿飛（オーディオディレクター）
- 南の虹のルーシー（録音監督）

1983年
- スプーンおばさん（録音監督）

1984年
- 星銃士ビスマルク（音響監督）
- チックンタックン（録音監督）

1985年
- ハイスクール!奇面組（オーディオディレクター）

1986年
- サンゴ礁伝説 青い海のエルフィ[9]
- めぞん一刻（録音演出）

1987年
- アニメ三銃士（録音）

1988年
- ドクター秩父山（音響監督）
- F-エフ（録音演出）

1989年
- ジャングル大帝（音響監督）
- 小さなアヒルの大きな愛の物語 あひるのクワック
- らんま1/2（録音監督）

1990年
- 楽しいムーミン一家（音響監督） ※浅梨なおことの連名

1991年
- アニメひみつの花園（音響監督）
- 楽しいムーミン一家 冒険日記（音響監督） ※千葉繁との連名

1992年
- クッキングパパ（録音演出）

1994年
- D・N・A² 〜何処かで失くしたあいつのアイツ〜（録音監督）

1995年
- ストリートファイターII V（音響監督）
- 爆れつハンター（録音演出）

1996年
- 少年サンタの大冒険!（録音演出）

1998年
- EAT-MAN'98（音響監督）

### OVA
1983年
- ダロス（音響監督）

1985年
- エリア88（音響監督）
- ジャスティ（音響監督）
- 天使のたまご（音響監督）

1986年
- アーバンスクウェア 琥珀の追撃（録音監督）
- ザ・超女（音響監督）

1987年
- 大魔獣激闘 鋼の鬼（録音監督）
- デジタル・デビル物語 女神転生（録音監督）
- トワイライトQ 時の結び目 REFLECTION（録音監督）
- トワイライトQ 迷宮物件 FILE538（録音演出）
- バリバリ伝説（録音演出）
- LILY-C.A.T.（録音監督）
- レリックアーマーLEGACIAM（音響監督・録音演出）
- 笑う標的（音響監督）

1988年
- 機動警察パトレイバー（音響）

1990年
- しあわせのかたち（プロデューサー）

1992年
- 夢枕獏 とわいらいと劇場（音響監督）

1995年
- 無責任艦長タイラー（OVAシリーズ）（音響監督）

1998年
- 超機動伝説ダイナギガ（音響監督）

### 劇場アニメ
1981年
- 宇宙戦士バルディオス（音響監督）

1983年
- うる星やつら オンリー・ユー（音響監督）

1984年
- うる星やつら2 ビューティフル・ドリーマー（音響監督）
- 風の谷のナウシカ（音響監督）
- 名探偵ホームズ 青い紅玉の巻（録音監督）
- 名探偵ホームズ 海底の財宝の巻（録音監督）

1985年
- うる星やつら3 リメンバー・マイ・ラブ（録音監督）

1986年
- 天空の城ラピュタ（音響監督）
- うる星やつら4 ラム・ザ・フォーエバー（録音監督）
- 11人いる!（録音監督）

1988年
- うる星やつら 完結篇（音響監督）
- 白旗の少女 琉子（音響監督）
- となりのトトロ（録音演出）
- めぞん一刻 完結篇（録音監督）

1989年
- 機動警察パトレイバー the Movie（録音演出）

1991年
- うる星やつら いつだってマイ・ダーリン（音響監督）
- おもひでぽろぽろ（企画）
- らんま1/2 中国寝崑崙大決戦! 掟やぶりの激闘篇!!（録音監督）

1992年
- 楽しいムーミン一家 ムーミン谷の彗星（音響監督）
- らんま1/2 決戦桃幻郷! 花嫁を奪りもどせ!!（録音監督）

1994年
- グスコーブドリの伝記（音響監督）
- らんま1/2 超無差別決戦! 乱馬チームVS伝説の鳳凰（録音演出）

1995年
- ユンカース・カム・ヒア（音響監督）

1996年
- チョッちゃん物語（音響監督）

1998年
- とつぜん!ネコの国 バニパルウィット（録音監督）
- 機動警察パトレイバー the Movie（サウンドリニューアル版録音演出）
- 機動警察パトレイバー2 the Movie（サウンドリニューアル版録音演出）

1999年
- ゼノ かぎりなき愛に（音響監督）

未公開
- ちびねこトムの大冒険（音響監督）

### 吹き替え
- 1967年 口紅殺人事件（演出）
- 1973年 吸血鬼（演出）
- 1993年 アイリスへの手紙（演出）

### 実写作品
1987年
- 紅い眼鏡/The Red Spectacles（プロデューサー）

1988年
- 帝都物語（音響アドバイザー）

1997年
- しずかなあやしい午後に

### ドラマCD
- Papa told me（集英社、録音演出）
- ユメミと銀のバラ騎士団　月光のピアス（集英社CDブック、録音演出）